# Anacamptodes
Anacamptodes är ett släkte av fjärilar. Anacamptodes ingår i familjen mätare.

## Bildgalleri

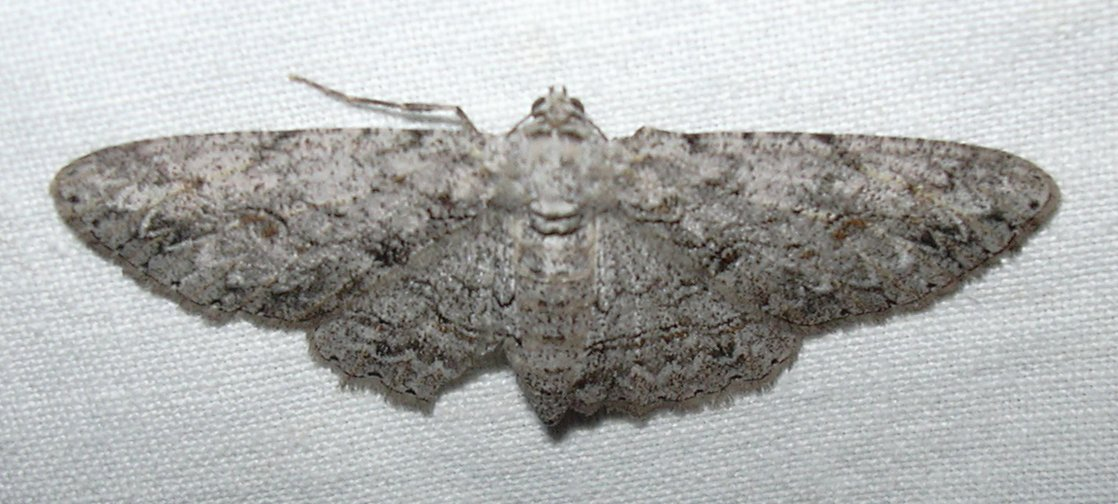

## Dottertaxa tillAnacamptodes, i alfabetisk ordning[1]
- Anacamptodes albigenaria
- Anacamptodes angulata
- Anacamptodes cerasta
- Anacamptodes clivinaria
- Anacamptodes cypressaria
- Anacamptodes dataria
- Anacamptodes defectaria
- Anacamptodes emida
- Anacamptodes encarsia
- Anacamptodes ephyraria
- Anacamptodes expressaria
- Anacamptodes fragilaria
- Anacamptodes fragillaria
- Anacamptodes gemella
- Anacamptodes herse
- Anacamptodes humaria
- Anacamptodes illaudata
- Anacamptodes illaudatum
- Anacamptodes impia
- Anacamptodes intractaria
- Anacamptodes intraria
- Anacamptodes jacumbaria
- Anacamptodes larvaria
- Anacamptodes lurida
- Anacamptodes monticola
- Anacamptodes obliquaria
- Anacamptodes pallida
- Anacamptodes perfectaria
- Anacamptodes pergracilis
- Anacamptodes profanata
- Anacamptodes providentia
- Anacamptodes pseudoherse
- Anacamptodes rufaria
- Anacamptodes sancta
- Anacamptodes sanctissima
- Anacamptodes takenaria
- Anacamptodes tethe
- Anacamptodes triplicia
- Anacamptodes vellivolata